# 하야시사키마쓰에카이간역
하야시사키마쓰에카이간역(일본어: 林崎松江海岸駅, はやしさきまつえかいがんえき)은 일본 효고현 아카시시에 있는 산요 전기철도 본선의 역이다. 역 번호는 SY 19이다.

## 역 구조
상대식 승강장 2면 2선의 지상역이다. 역사(개찰구)는 양쪽 승강장의 고베 방향에 있어, 어느 쪽에도 기본적으로 무인화되어 있다. 서로의 승강장은 고베 방향의 지하도에서 연결된다.
상하행선 사이가 넓은 것은 과거에 회차선이 있는 역이었던 관계로 지금보다 동쪽에 있었기 때문이다.

### 승강장
| 남쪽 | ■ 본선(하행) | 다카사고・히메지・아보시 방면 |  |
| 북쪽 | ■ 본선(상행) | 아카시・고베・오사카 방면     |  |

## 역 주변
- 가와사키 중공업 아카시 공장
- 현영 주택, 시영 주택
- 아카이시
- 마쓰에 해수욕장
- 기시사키 유적
- 아카시 기사키 우체국
- 린 신사
- 효고 지방 도로 718호 아카시타카사고 선(옛 국도 제250호선)
- 야마자키 숍 하야시사키 역점

## 역사
- 1941년 5월 3일: 니시신마치 ~ 후지에 간 전철 하야시사키역으로 영업 개시, 가와사키 항공기 아카시 공장의 종업원 수송을 주요 목적으로 설치하였다. 당시에는 아카시 군 하야시사키 마을이었다.
- 1991년 4월 7일: 하야시사키마쓰에카이간역으로 역명 변경.

## 사진

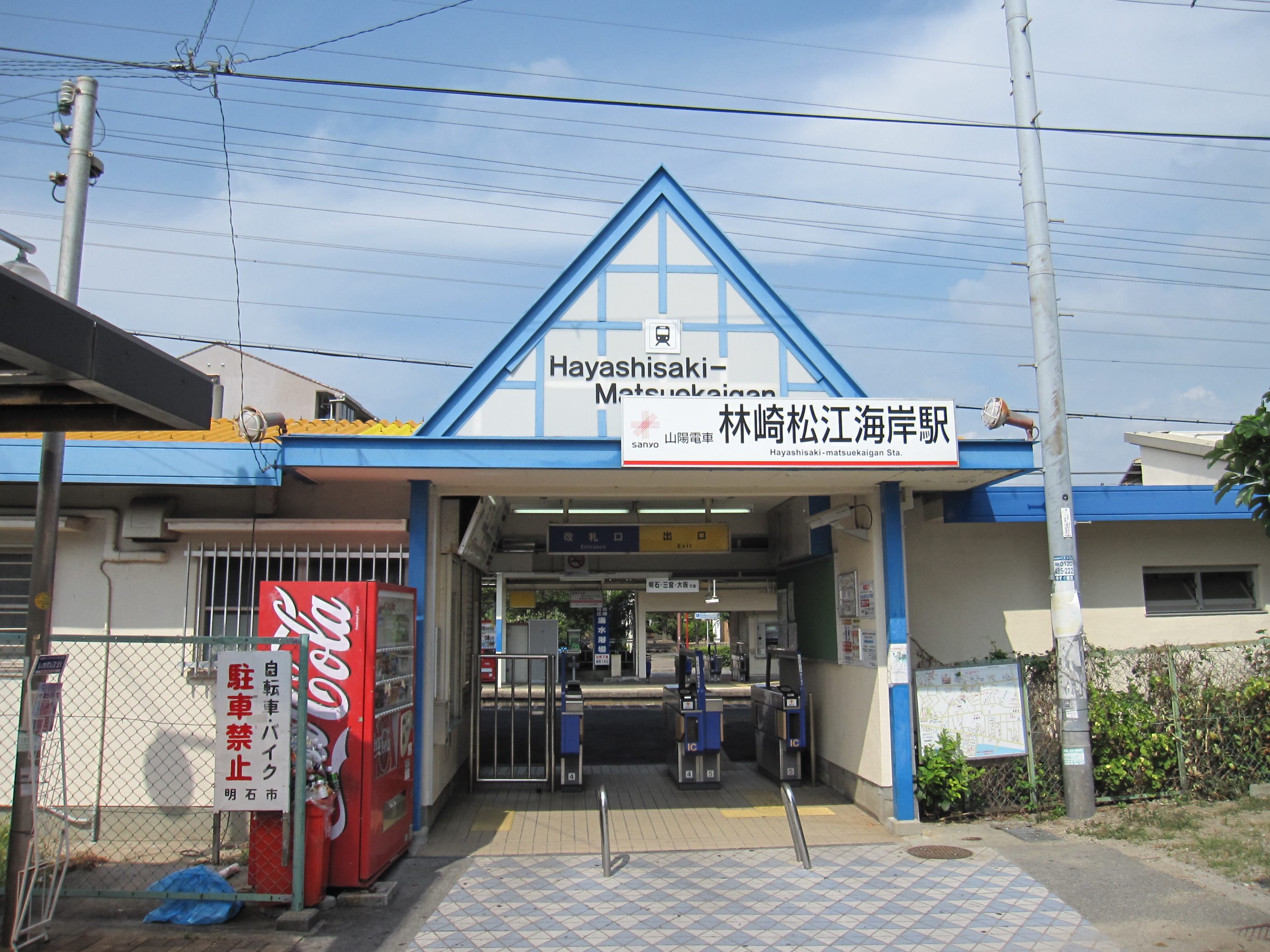
남쪽 출입구

## 인접역
| 산요 전기철도 ■ 본선                   | 산요 전기철도 ■ 본선 | 산요 전기철도 ■ 본선         |
| -------------------------------------- | -------------------- | ---------------------------- |
| SY 18 니시신마치 우메다・니시다이 방면 | ■ 보통               | 후지에 SY 20 산요히메지 방면 |